# Idiocerus ocellatus
Idiocerus ocellatus är en insektsart som beskrevs av Henry Fairfield Osborn 1923. Idiocerus ocellatus ingår i släktet Idiocerus och familjen dvärgstritar. Inga underarter finns listade i Catalogue of Life.